# 赖纳·库尔特
赖纳·库尔特（德語：Reiner Kurth，1951年7月20日—），德国男子皮划艇运动员。他曾代表东德参加ICF世界皮划艇静水锦标赛，获得一枚金牌。他也曾出战1972年夏季奥运会。